# Турджеман, Сами
Са́ми Ту́рджеман (ивр. סמי תורג'מן‎; полное имя: Шломо Турджеман, ивр. שלמה תורג'מן‎; род. 11 июля 1964, Марракеш, Марокко) — генерал-майор запаса Армии обороны Израиля; в последней армейской должности: Командующий Южным военным округом армии (с апреля 2013 года по октябрь 2015 года). Председатель совета директоров израильской правительственной компании Noga — Israel Independent System Operator (ивр. נגה — ניהול מערכת החשמל‎), учреждённой в 2018 году в рамках реформы электроэнергетического хозяйства Израиля, с ноября 2018 по июль 2025 года.

## Биография
Сами (Шломо) Турджеман родился в городе Марракеш, Марокко, в 1964 году в семье Йехуды и Элии Турджеман. Был одним из девяти детей в семье. В возрасте полугода репатриировался вместе с семьёй в Израиль. По приезде в Израиль семья Турджемана поселилась на улице Йосефталь в районе Шимшон города Ашкелона. Турджеман учился в школе «Йешурун» и окончил школу «Рогозин» в Ашкелоне, где был главой совета учеников.

### Военная карьера
В 1982 году Турджеман был призван на службу в Армии обороны Израиля, начал службу в бронетанковой бригаде «Ха-Махац».
По окончании офицерских курсов был командиром танкового взвода в бронетанковой бригаде «Иквот ха-Барзель», а затем командиром танковой роты в учебной бронетанковой бригаде «Бней-Ор». В 1992 году был назначен командиром танкового батальона «Ха-Бок’им» бригады «Иквот ха-Барзель».
В 1994 году был назначен командиром оперативного отдела бронетанковой дивизии «Ха-Плада», а в 1996 году — командиром резервной бронетанковой бригады «Меркевот ха-Эш», служа также инструктором на курсе командиров рот и батальонов (ивр. קמ"פ-קמ"ג‎). С 1997 по 1999 год был главой Департамента учений в Командовании сухопутных войск.
В 1999 году возглавил бронетанковую бригаду «Кфир», а в 2001 году — учебную бронетанковую бригаду «Бней-Ор». В 2003 году был повышен в звании до бригадного генерала и назначен командиром резервной бронетанковой дивизии «Нетив ха-Эш», исполнял эту должность до 2005 года. Одновременно, с января 2004 года, исполнял должность Главного офицера бронетанковых войск (ивр. קשנ"ר‎).

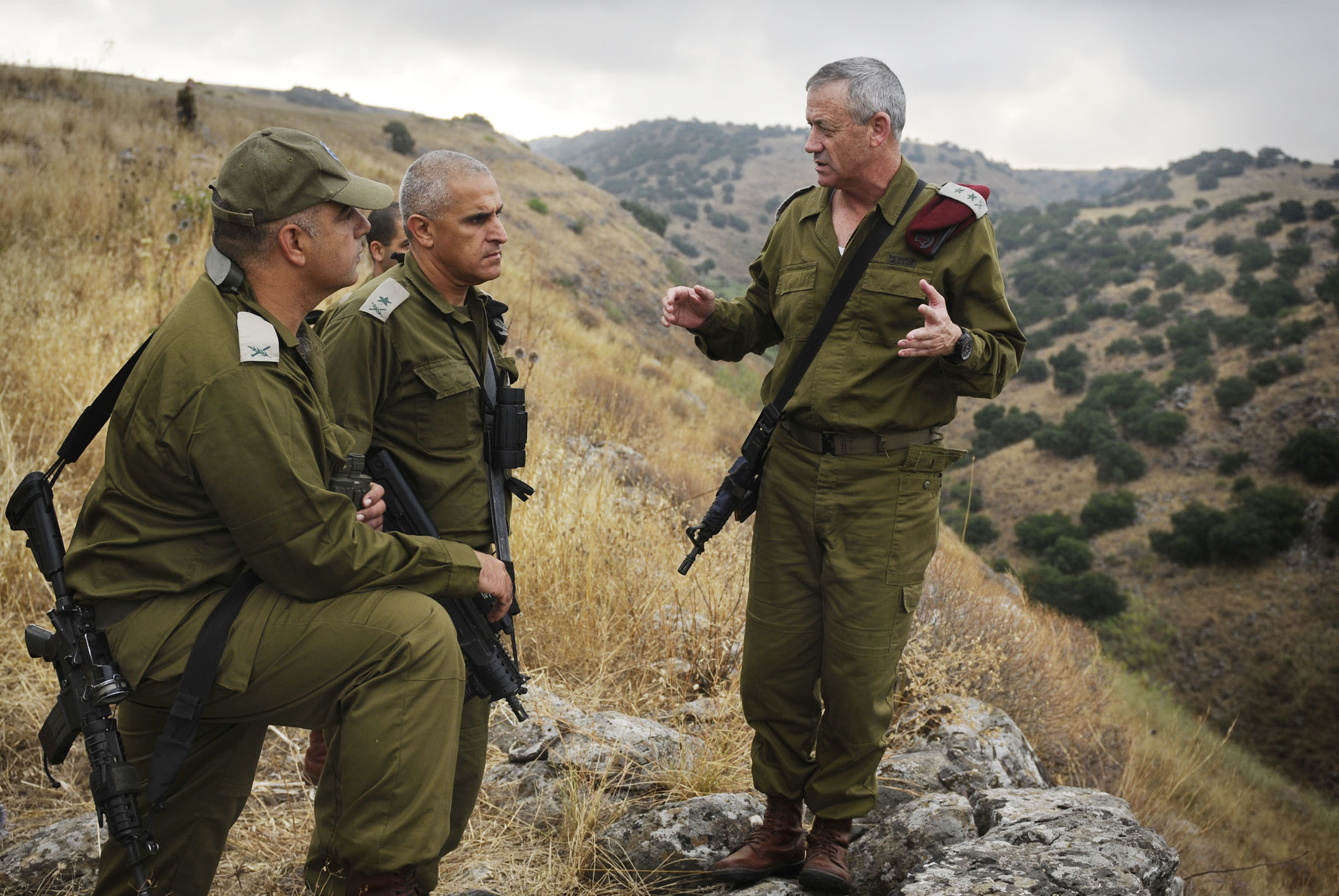
Сами Турджеман (в середине) во время посещения северной границы Израиля Начальником Генштаба Бени Ганцем (справа); июнь 2011 года

Далее был главой Оперативного отдела (ивр. חטיבת המבצעים‎) Оперативного управления Генерального штаба армии: вступил в должность в ходе операции «Первый дождь» в секторе Газа в конце сентября 2005 года и находился на должности, помимо прочего, в ходе Второй ливанской войны в 2006 году.
С 15 октября 2007 по 17 июня 2009 года — командиром бронетанковой дивизии «Гааш» Северного военного округа.
3 сентября 2009 года Турджеману было присвоено звание генерал-майора, и 6 сентября 2009 года он вступил на должность главы Командования сухопутных войск (ивр. מז"י‎ Ма́зи).
20 января 2013 года было принято решение министра обороны Эхуда Барака утвердить распоряжение Начальника Генштаба Бени Ганца назначить Турджемана Командующим Южным военным округом армии. 24 февраля 2013 года Турджеман передал управление Командованием сухопутных войск генерал-майору Гаю Цуру, а 4 апреля 2013 года вступил на должность Командующего Южным военным округом, сменив на посту генерал-майора Таля Руссо.
Под командованием Турджемана Южный военный округ принял участие в операции «Нерушимая скала» в секторе Газа в июле—августе 2014 года.
6 октября 2015 года Турджеман передал командование округом генерал-майору Эялю Замиру и вышел на учёбу. Уволился в запас из армии в начале 2017 года.

### После выхода в запас
После выхода в запас Турджеман представлял услуги оборонного консалтинга компаниям оборонно-промышленного комплекса, а также компании Motorola. С 2017 по 2018 год был также приглашённым исследователем Вашингтонского института ближневосточной политики
В ноябре 2018 года стал первым председателем совета директоров израильской правительственной компании Noga — Israel Independent System Operator (ивр. נגה — ניהול מערכת החשמל‎ Но́га — Ниху́ль мааре́хет ха-хашма́ль) (изначальное наименование: «Хеврат нихуль ха-маарехет» (ивр. חברת ניהול המערכת‎)), учреждённой в рамках реформы электроэнергетического хозяйства Израиля. Трёхлетний срок работы Турджемана на посту председателя совета директоров компании Noga — Israel Independent System Operator был продлён на дополнительный период, и продлённый срок истёк 18 января 2025 года. Комиссия по утверждению назначений в правительственных компаниях отказалaсь утвердить решение министра Давида Амсалема продлить и этот срок на дополнительные три года, но отметила, что не будет возражать против трёхмесячного продления срока, если министр сочтёт такое продление необходимым из соображений поддержания стабильности компании. В конечном счёте срок Турджемана на посту продлевался до 10 июля 2025 года.
В январе 2024 года Начальник Генштаба Армии обороны Израиля, генерал-лейтенант Херци Ха-Леви, планировал включить Турджемана в состав команды под руководством бывшего министра обороны генерал-лейтенанта запаса Шауля Мофаза, целью которой обозначалось проведение внутреннего армейского расследования и анализа событий вторжения боевиков ХАМАС из сектора Газа в Израиль 7 октября 2023 года и действий Армии обороны Израиля в рамках начавшейся вследствие вторжения войны, однако Правительство Израиля отклонило предложение Ха-Леви.
В конце января 2025 года министр обороны Исраэль Кац провёл собеседование с Турджеманом в рамках процесса рассмотрения его кандидатуры на пост генерального директора Министерства обороны Израиля, однако в конечном счёте на эту должность было решено назначить генерал-майора Амира Барама.
5 марта 2025 года Начальник Генштаба Армии обороны Израиля генерал-лейтенант Эяль Замир объявил, что Турджеман возглавит команду, которой предстоит пересмотреть внутренние армейские расследования относительно событий вторжения боевиков ХАМАС из сектора Газа в Израиль 7 октября 2023 года и последовавшей за ними войны, завершённые незадолго до этого при предыдущем Начальнике Генштаба, генерал-лейтенанте Ха-Леви. В соответствии с объявлением Турджеман также будет действовать в непосредственном подчинении Начальнику Генштаба в качестве ответственного за извлечение уроков из данных расследований и их внедрения в армии.

### Образование и личная жизнь
За время службы Турджеман получил степень бакалавра Университета имени Бар-Илана (в области социологии), а также степень магистра делового администрирования и экономики Тель-Авивского университета.
Также окончил учёбу в Межвойсковом колледже полевого и штабного командного состава и Колледже национальной безопасности Армии обороны Израиля.
Женат на Тали Турджеман, отец пятерых детей (из них двое от первого брака). Дочь Турджемана, Галь, служившая на тот момент пресс-секретарём дивизии «Ха-Плада» в звании лейтенанта, получила в 2015 году знак отличия Начальника Генштаба.
Проживает в Гиват-Аде.

## Публикации
- אלוף שלמה תורג'מן לקראת חוסר הוודאות (Генерал-майор Шломо Турджеман, «Накануне неопределённости»), Ynet (1.10.11) (Архивная копия от 1 декабря 2011 на Wayback Machine) (иврит)
- אלוף שלמה (סמי) תורג'מן מבצעי כוחות היבשה 2010 — היורש של תורת הקרב מ-1964 מערכות 433, אוקטובר 2010 (Генерал-майор Шломо (Сами) Турджеман, «„Операции сухопутных войск“ 2010 года — наследник „Учения о ведении боя“ 1964 года», «Маарахот» № 433 (октябрь 2010)), с. 4 (Архивная копия от 4 марта 2016 на Wayback Machine) (иврит)
- Turjeman S. Разрушение туннеля «Палестинского Исламского Джихада» внутри Израиля (англ.) = Demolition of a Palestinian Islamic Jihad Tunnel Inside Israel // PolicyWatch. — The Washington Institute for Near East Policy, 2017. — 3 November (no. 2887). Архивировано 17 марта 2021 года.
- Turjeman S. Дорога к операции «Нерушимая скала»: конфронтация Израиля и ХАМАСа в Газе (англ.) = The Road to Protective Edge: Israel-Hamas Confrontation in Gaza // Policy Notes. — The Washington Institute for Near East Policy, 2018. — 23 February (no. 47). Архивировано 14 мая 2024 года.
- Turjeman S. Дилемма Израиля в Синае (англ.) = Israel's Sinai Dilemma // PolicyWatch. — The Washington Institute for Near East Policy, 2018. — 23 April (no. 2960). Архивировано 16 февраля 2021 года.
- Turjeman S. Жизнь на краю: Израиль и сектор Газа (англ.) = Life on the Edge: Israel & the Gaza Strip // Policy Notes. — The Washington Institute for Near East Policy, 2018. — 27 June (no. 53). Архивировано 14 мая 2024 года.